# 若い浪剛史
若い浪 剛史（わかいなみ たけし、1975年12月19日 - ）は、東京都目黒区出身で立浪部屋に所属した元大相撲力士。本名は冨山 剛史（とみやま たけし）。身長181cm、体重127kg。最高位は東幕下2枚目（2003年11月場所）。趣味は映画鑑賞、音楽鑑賞、TVゲーム。

## 経歴
若浪順の甥に当る。力士になる前はリトルリーグやシニアリーグで野球をしていたが、元来素行が悪く、2度目の高校退学を期に父親から、山に篭って僧侶の道に進むか、街に残りたいなら力士になれと諭され、喧嘩無敗だった自分なら1年で横綱になれるだろうと、安易な考えから1992年7月初土俵、怪我も少なく順調に番付を上げていたが、叔父譲りの背筋力398kgと、吊り上げる力に大変秀でていた為、体に似合わぬ大柄な相手と胸を合わす吊りや寄りを主体とした大きな相撲を取り続けた結果、両膝を故障し相撲のスタイルが出足重視の速攻相撲に変わり、2003年9月場所では元幕内経験者で東西の幕下筆頭の隆の鶴伸一、若孜浩気(中尾)にどちらが格上か分からぬ程の相撲振りで勝ち優勝したが、その後は糖尿病を患い低迷し、三段目上位から幕下下位を往復、左腕上腕二頭筋の断裂なども上手を取る相撲に影響し、2010年3月引退。元来気性が荒く2000年の5月場所では、鶴ノ富士智万(福薗)との取り直しの際に、両者呼吸が合わず、待ったの状態で土俵下に突き飛ばされ、怒った若い浪が鶴ノ富士(福薗)の胸を拳で殴り、待ったの際に若い浪が大きく張り手した手を顔に当たる直前に止めるなど、一触即発の喧嘩に発展しそうになり、両者審判員からの厳重注意を受けた事もある。また、休場や不戦敗程勿体無い物は無いと、土俵から車椅子で運ばれた程の大怪我をした翌日も、休場をする事は無かった。主な実績は2003年9月場所の幕下優勝。

## 成績
- 通算107場所389勝353敗
- 幕下優勝1回（2003年9月場所）

### 場所別成績
| | 一月場所 初場所（東京） | 三月場所 春場所（大阪） | 五月場所 夏場所（東京） | 七月場所 名古屋場所（愛知） | 九月場所 秋場所（東京） | 十一月場所 九州場所（福岡） |
| --- | ----------------------- | ----------------------- | ----------------------- | --------------------------- | ----------------------- | --------------------------- |
| 1992年 （平成4年） | x                       | x                       | x                       | （前相撲）                  | 西序ノ口57枚目 5–2      | 西序二段143枚目 4–3         |
| 1993年 （平成5年） | 西序二段105枚目 4–3     | 東序二段72枚目 3–4      | 西序二段94枚目 3–4      | 東序二段115枚目 5–2         | 東序二段70枚目 4–3      | 西序二段45枚目 5–2          |
| 1994年 （平成6年） | 東序二段18枚目 2–5      | 東序二段55枚目 4–3      | 西序二段31枚目 4–3      | 西序二段11枚目 3–4          | 西序二段32枚目 5–2      | 西三段目97枚目 3–4          |
| 1995年 （平成7年） | 西序二段13枚目 3–4      | 西序二段37枚目 4–3      | 東序二段15枚目 3–4      | 東序二段28枚目 4–3          | 西序二段9枚目 6–1       | 東三段目53枚目 4–3          |
| 1996年 （平成8年） | 東三段目36枚目 3–4      | 西三段目53枚目 4–3      | 東三段目37枚目 5–2      | 西三段目7枚目 3–4           | 西三段目21枚目 5–2      | 東幕下55枚目 5–2            |
| 1997年 （平成9年） | 東幕下32枚目 4–3        | 西幕下22枚目 3–4        | 東幕下29枚目 3–4        | 西幕下38枚目 2–5            | 西三段目6枚目 4–3       | 西幕下54枚目 4–3            |
| 1998年 （平成10年） | 西幕下43枚目 2–5        | 西三段目5枚目 4–3       | 西幕下57枚目 2–5        | 西三段目16枚目 6–1          | 西幕下41枚目 3–4        | 西幕下51枚目 2–5            |
| 1999年 （平成11年） | 東三段目12枚目 6–1      | 東幕下40枚目 5–2        | 東幕下25枚目 6–1        | 東幕下10枚目 2–5            | 西幕下23枚目 2–5        | 西幕下36枚目 5–2            |
| 2000年 （平成12年） | 西幕下21枚目 4–3        | 東幕下15枚目 2–5        | 西幕下27枚目 5–2        | 西幕下14枚目 2–5            | 西幕下30枚目 3–4        | 東幕下38枚目 4–3            |
| 2001年 （平成13年） | 東幕下31枚目 5–2        | 西幕下19枚目 5–2        | 東幕下11枚目 2–5        | 東幕下24枚目 4–3            | 西幕下18枚目 3–4        | 東幕下28枚目 3–4            |
| 2002年 （平成14年） | 東幕下38枚目 4–3        | 西幕下30枚目 6–1        | 東幕下11枚目 3–4        | 東幕下16枚目 5–2            | 西幕下9枚目 2–5         | 東幕下20枚目 5–2            |
| 2003年 （平成15年） | 東幕下11枚目 4–3        | 西幕下7枚目 2–5         | 西幕下21枚目 4–3        | 東幕下17枚目 3–4            | 東幕下25枚目 優勝 7–0   | 東幕下2枚目 2–5             |
| 2004年 （平成16年） | 東幕下11枚目 2–5        | 西幕下24枚目 2–5        | 西幕下43枚目 4–3        | 東幕下35枚目 4–3            | 東幕下29枚目 5–2        | 東幕下19枚目 5–2            |
| 2005年 （平成17年） | 東幕下9枚目 3–4         | 東幕下15枚目 5–2        | 西幕下8枚目 3–4         | 東幕下12枚目 5–2            | 東幕下8枚目 3–4         | 西幕下15枚目 2–5            |
| 2006年 （平成18年） | 西幕下30枚目 4–3        | 東幕下25枚目 4–3        | 西幕下20枚目 3–4        | 西幕下26枚目 5–2            | 東幕下17枚目 3–4        | 東幕下24枚目 2–5            |
| 2007年 （平成19年） | 東幕下39枚目 3–4        | 東幕下53枚目 3–4        | 西三段目8枚目 2–5       | 西三段目28枚目 6–1          | 東幕下47枚目 3–4        | 東三段目筆頭 2–5            |
| 2008年 （平成20年） | 東三段目20枚目 2–5      | 西三段目38枚目 6–1      | 東幕下52枚目 4–3        | 西幕下44枚目 4–3            | 東幕下35枚目 1–6        | 東三段目筆頭 4–3            |
| 2009年 （平成21年） | 東幕下54枚目 4–3        | 東幕下47枚目 5–2        | 東幕下32枚目 3–4        | 東幕下41枚目 1–6            | 東三段目13枚目 3–4      | 西三段目25枚目 5–2          |
| 2010年 （平成22年） | 西幕下60枚目 4–3        | 西幕下51枚目 引退 3–4–0 | x                       | x                           | x                       | x                           |
| 各欄の数字は、「勝ち-負け-休場」を示す。 優勝 引退 休場 十両 幕下 三賞：敢=敢闘賞、殊=殊勲賞、技=技能賞 その他：★=金星 番付階級：幕内 - 十両 - 幕下 - 三段目 - 序二段 - 序ノ口 幕内序列：横綱 - 大関 - 関脇 - 小結 - 前頭（「#数字」は各位内の序列） |                         |                         |                         |                             |                         |                             |

## 改名
冨山剛史→若い浪剛史→若浪剛史→若い浪剛史